# Siswa Beihi
Siswa Beihi (en népalais : सिस्वावेल्ही) est un comité de développement villageois du Népal situé dans le district de Saptari. Au recensement de 2011, il comptait 6 286 habitants.